# Órbita geocéntrica

Un diagrama mostrando la Tierra y varias órbitas sobre ella

Una órbita geocéntrica o órbita terrestre es la órbita que sigue un objeto, como la Luna o los satélites artificiales, que gira alrededor del planeta Tierra.
La órbita cambia de casi circular a ligeramente elíptica cada 405 000 años, cambiando a mitad del periodo de una forma a otra. La causa son las interacciones con otros planetas del sistema solar, siendo las principales influencias provenientes de los planetas Júpiter (por tamaño) y Venus (por proximidad).
Desde el comienzo de la era espacial en 1957, se han puesto en órbita alrededor de nuestro planeta varios miles de satélites. También orbitan alrededor de la Tierra millones de toneladas de desechos espaciales de todos los tamaños, resultantes de la actividad espacial.
Las sondas espaciales suelen comenzar su misión logrando una órbita terrestre antes de emprender viaje hacia otro cuerpo celeste.

## Otros tipos de órbitas
Clasificación por centro
- Órbita galactocéntrica: órbita alrededor del centro de una galaxia. El Sol terrestre sigue este tipo de órbita alrededor del centro galáctico de la Vía Láctea.
- Órbita heliocéntrica: una órbita alrededor del Sol. En el sistema solar, los planetas, cometas y asteroides siguen esa órbita, además de satélites artificiales y basura espacial.
- Órbita areocéntrica: una órbita alrededor de Marte.

Clasificación por altitud
- Órbita baja terrestre (LEO): una órbita geocéntrica a una altitud de 0 a 2.000 km
- Órbita media terrestre (MEO): una órbita geocéntrica con una altitud entre 2.000 km y hasta el límite de la órbita geosíncrona de 35.786 km. También se la conoce como órbita circular intermedia.
- Órbita alta terrestre (HEO): una órbita geocéntrica por encima de la órbita geosíncrona de 35.786 km; también conocida como órbita muy excéntrica u órbita muy elíptica.

Clasificación por inclinación
- Órbita inclinada: una órbita cuya inclinación orbital no es cero.
  - Órbita polar: una órbita que pasa por encima de los polos del planeta. Por tanto, tiene una inclinación de 90° o aproximada.
  - Órbita polar heliosíncrona: una órbita casi polar que pasa por el ecuador terrestre a la misma hora local en cada pasada.

Clasificación por excentricidad
- Órbita circular: una órbita cuya excentricidad es cero y su trayectoria es un círculo.
  - Órbita de transferencia de Hohmann: una maniobra orbital que traslada a una nave desde una órbita circular a otra.
- Órbita elíptica: una órbita cuya excentricidad es mayor que cero pero menor que uno y su trayectoria tiene forma de elipse.
  - Órbita de transferencia geosíncrona: una órbita elíptica cuyo perigeo es la altitud de una órbita baja terrestre y su apogeo es la de una órbita geosíncrona.
  - Órbita de transferencia geoestacionaria (GTO): una órbita elíptica cuyo perigeo es la altitud de una órbita baja terrestre y su apogeo es la de una órbita geoestacionaria.
  - Órbita de Molniya: una órbita muy excéntrica con una inclinación de 63,4° y un período orbital igual a la mitad de un día sideral (unas doce horas).
  - Órbita tundra: una órbita muy excéntrica con una inclinación de 63,4° y un período orbital igual a un día sideral (unas 24 horas).
  - Órbita altamente elíptica (HEO): órbita elíptica con una alta excentricidad y, normalmente, geocéntrica.
- Órbita hiperbólica: una órbita cuya excentricidad es mayor que uno. En tales órbitas, la nave escapa de la atracción gravitacional y continua su vuelo indefinidamente.
- Órbita parabólica: una órbita cuya excentricidad es igual a uno. En estas órbitas, la velocidad es igual a la velocidad de escape.
  - Órbita de escape: una órbita parabólica de velocidad alta donde el objeto se aleja del planeta.
  - Órbita de captura: una órbita parabólica de velocidad alta donde el objeto se acerca al planeta.

Clasificación por sincronía
- Órbita síncrona: una órbita donde el satélite tiene un periodo orbital igual al periodo de rotación del objeto principal y en la misma dirección. Desde el suelo, un satélite trazaría una analema en el cielo.
- Órbita semisíncrona: una órbita a una altitud de 12.544 km aproximadamente y un periodo orbital de unas 12 horas.
- Órbita geosíncrona (GSO): una órbita a una altitud de 35.768 km. Estos satélites trazarían una analema en el cielo.
  - Órbita geoestacionaria (GEO): una órbita geosíncrona con inclinación cero. Para un observador en el suelo, el satélite parecería un punto fijo en el cielo.
  - Órbita cementerio: una órbita a unos cientos de kilómetros por encima de la geosíncrona donde se trasladan los satélites cuando acaba su vida útil.
- Órbita areosíncrona (ASO): una órbita síncrona alrededor del planeta Marte con un periodo orbital igual al día sideral de Marte, 24,6229 horas.
- Órbita areoestacionaria (AEO): una órbita areosíncrona circular sobre el plano ecuatorial a unos 17.000 km de altitud. Similar a la órbita geoestacionaria pero en Marte.
- Órbita heliosíncrona: una órbita heliocéntrica sobre el Sol donde el periodo orbital del satélite es igual al periodo de rotación del Sol. Se sitúa a aproximadamente 0,1628 UA.

Otras órbitas
- Órbita de herradura: una órbita en la que un observador parecer ver que orbita sobre un planeta pero en realidad coorbita con el planeta. Un ejemplo es el asteroide (3753) Cruithne.
- Punto de Lagrange: los satélites también pueden orbitar sobre estas posiciones.

## Velocidades tangenciales en altitud
| Órbita                                                                                         | Distancia centro a centro | Altitud sobre superficie terrestre | Velocidad                                                   | Período orbital        | Energía orbital específica |
| ---------------------------------------------------------------------------------------------- | ------------------------- | ---------------------------------- | ----------------------------------------------------------- | ---------------------- | -------------------------- |
| De pie sobre la superficie de la Tierra en el ecuador (para la comparación - no es una órbita) | 6.378 km                  | 0 km                               | 465,1 m/s                                                   | 1 día (24h)            | -62,6 MJ/kg                |
| Orbitando en la superficie de la Tierra (ecuador)                                              | 6.378 km                  | 0 km                               | 7,9 km/s (28.440 km/h)                                      | 1 h 24 min 18 s        | -31,2 MJ/kg                |
| Órbita baja terrestre                                                                          | 6.600–8.400 km            | 200–2.000 km                       | órbita circular: 7,8–6,9 km/s órbita elíptica: 6,5–8,2 km/s | 1 h 29 min – 2 h 8 min | -29,8 MJ/kg                |
| Órbita de Molniya                                                                              | 6.900–46.300 km           | 500–39.900 km                      | 1,5–10,0 km/s                                               | 11 h 58 min            | -4,7 MJ/kg                 |
| Geoestacionaria                                                                                | 42.000 km                 | 35.786 km                          | 3,1 km/s                                                    | 23 h 56 min            | -4,6 MJ/kg                 |
| Órbita de la Luna                                                                              | 363.000–406.000 km        | 357.000–399.000 km                 | 0,97–1,08 km/s                                              | 27,3 días              | -0,5 MJ/kg                 |